# Thylacocephala
Thylacocephala — вимерлий клас ракоподібних, що існував з раннього силуру до пізньої крейди. Моживо існував у пізньому кембрії.

## Опис
Це членистоногі зі щитоподібном, звуженим з боків панциром завдовжки 15-250 мм, що покривав все тіло. Були відсутні черевні елементи, такі, як тельсон. Панцир мав, як правило, овальну або яйцеподібну форму, а в передній частині був рострум та оглядова щілина; можливо, був задній рострум. Очі добре розвинені, найчастіше сферичної або каплеподібнної форми, у деяких видів — гіпертрофовані або на стеблинках, що складалися з численних дрібних омматидіїв. Спереду було 5 пар кінцівок, а на задній частині тіла — 8 або більше пар, які зменшувалися в розмірі у напрямку дозаду.

## Класифікація
В класі виділяють два ряди:
- Concavicarida Briggs & Rolfe, 1983, з рострумом, що нависав над оглядовою щілиною;
- Conchyliocarida Secrétan, 1983, з погано вираженими оглядовою щілиною, рострумом і очима.

До класу відносять 21 рід:
- Ainiktozoon
- Ankitokazocaris
- Atropicaris
- Austriocaris
- Clausocaris
- Concavicaris
- Convexicaris
- Coreocaris
- Dollocaris
- Harrycaris
- Kilianicaris
- Mayrocaris
- Microcaris
- Ostenocaris
- Paraostenia
- Protozoea
- Pseuderichthus
- Thylacocephalus
- Rugocaris
- Yangzicaris
- Zhenghecaris